# Gervásio de Tilbury
Gervásio de Tilbury (em latim: Gervasius Tilberiensis; c. 1150–1220) foi um canonista, estadista e clérigo inglês. Ele desfrutou do favor de Henrique II de Inglaterra e mais tarde do neto de Henrique, o Imperador Otto IV, para quem escreveu sua obra mais conhecida, o Otia Imperialia.

## Vida e obras
Gervásio era filho de um cavaleiro do Honor de Rayleigh. Ele nasceu por volta de 1150 em West Tilbury, em Essex, um feudo nas mãos de Henrique de Essex, embora alguns afirmem que ele foi criado em Roma, isso é altamente improvável 
Ele viajou extensivamente, estudou e ensinou direito canônico em Bolonha. Esteve em Veneza em 1177, na reconciliação entre o Papa Alexandre III e Frederico Barbarossa. Passou algum tempo a serviço de Henrique II de Inglaterra e de seu filho, "Henrique, o Jovem Rei". Para Henrique, ele compôs um Liber facetiarum ('Livro de entretenimento'), agora perdido, assim como a base do que se tornaria o Otia Imperialia. Também serviu a Guilherme das Mãos Brancas, irmão do Conde de Blois Guilherme de Champagne, Arcebispo de Reims, onde a famosa tentativa de Gervásio de seduzir uma garota relutante precipitou sua condenação pelo arcebispo como Cátara.

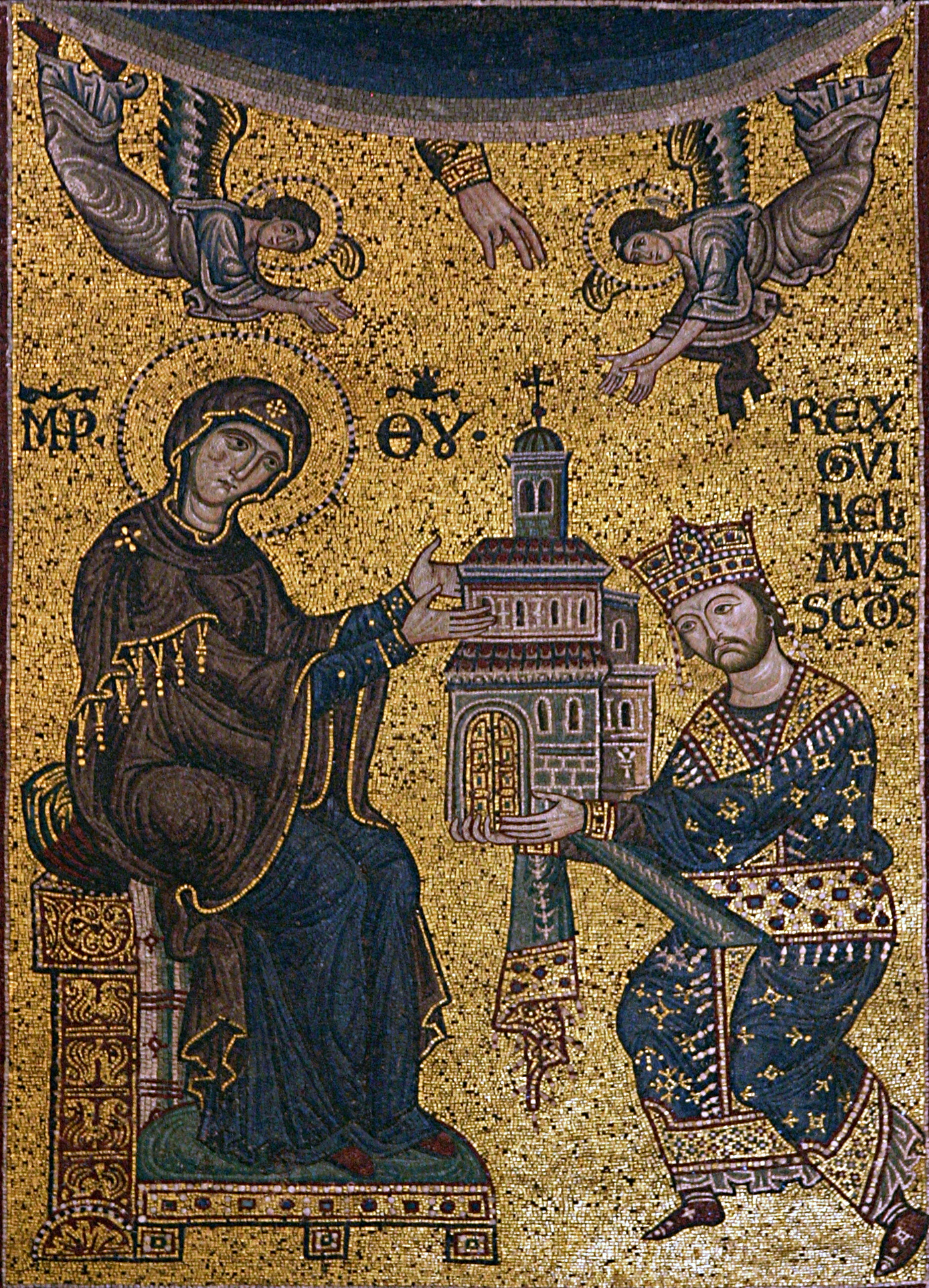
Guilherme II da Sicília oferecendo a Catedral de Monreale à Virgem Maria.

Algum tempo após 1183, Gervásio encontrou serviço na corte de Guilherme II, o rei normando da Sicília, que havia se casado com a filha de Henrique, Joana. Guilherme presenteou-o com uma vila em Nola, na Campânia. Após a morte do Rei da Sicília em 1189, Gervásio mudou-se para Arles e tornou-se juiz de direito canônico. Em 1198, Otto – o Sacro Imperador Romano após 1209 – nomeou Gervásio Marechal do Reino de Borgonha-Arles. Gervásio casou-se com uma mulher de uma família local, e eles compraram-lhe um palácio. Gervásio acompanhou Otto a Roma em 1209 por ocasião de sua coroação Imperial.
Em 1210, Gervásio envolveu-se na luta do papado com seu patrono Otto, que foi excomungado pelo Papa Inocêncio III. Gervásio passou os anos seguintes, de 1210 a 1214, escrevendo o Otia Imperialia ("Recreação para um Imperador") para seu patrono. Ele também escreveu uma Vita abbreviata et miracula beatissimi Antonii ("Vida abreviada e milagres do bem-aventurado Antônio") e um Liber de transitu beate virginis et gestis discipulorum ("Livro da passagem da bem-aventurada virgem e atos dos discípulos").
Os detalhes de seus últimos anos são incertos. Foi sugerido que, após a retumbante derrota de Otto e seu aliado inglês João na Batalha de Bouvines (1214), Gervásio foi forçado a se aposentar no ducado de Braunschweig, onde se tornou preboste de Ebstorf. Ele mais tarde morreu lá. É evidente que seu trabalho era conhecido pelos autores do mapa-múndi de Ebstorf (c. 1234–40). É registrado por Ralph of Coggeshall que ele se tornou cônego mais tarde na vida, e outras evidências sugerem que ele pode ter sido membro dos Premonstratenses de l'Huveaune.